# Coupe d'Allemagne de football 1952-1953
Navigation
Édition précédente Édition suivante
La Coupe d'Allemagne de football 1952-1953 est la première édition jouée après la Seconde Guerre mondiale. 32 équipes participèrent à l'épreuve disputée sur cinq tours. Elle débuta le 17 août 1952 et s'acheva avec la finale le 11 mai 1953. La compétition fut remportée par le Rot-Weiss Essen.

## Premier tour
Les rencontres se disputent le 17 août 1952.
| Équipe 1                  | Résultat | Équipe 2                  |
| ------------------------- | -------- | ------------------------- |
| VfB Stuttgart             | 0 – 3    | Kickers Offenbach         |
| Rot-Weiss Essen           | 5 – 0    | SSV Jahn Regensburg       |
| SV Waldhof Mannheim       | 2 – 1    | Eintracht Braunschweig    |
| Eintracht Osnabrück       | 1 – 2    | SCB Preussen Cologne      |
| 1. FC Sarrebruck          | 1 – 2    | FC Sankt Pauli            |
| Borussia Neunkirchen      | 2 – 1    | FC Schalke 04             |
| SpVgg Fürth               | 6 – 1    | VfR Kaiserslautern        |
| SC Wacker 04 Berlin       | 2 – 6    | 1. FC Nuremberg           |
| Concordia Hambourg        | 4 – 3    | Borussia Dortmund         |
| Hambourg SV               | 6 – 1    | SC Victoria Hambourg      |
| Blau-Weiß 90 Berlin       | 0 – 1    | Eintracht Trèves          |
| VfB Mühlburg              | 5 – 3ap  | SC Preussen Münster       |
| Alemannia Aix-la-Chapelle | 5 – 2    | SC Essen West             |
| SSV Reutlingen            | 4 – 5ap  | VfR Wormatia Worms        |
| Sportfreunde Hamborn 07   | 4 – 1ap  | SC Göttingen 05           |
| VfL Osnabrück             | 2 – 2ap  | SV Phönix 03 Ludwigshafen |

### Match à rejouer
La rencontre VfL Osnabrück-SV Phönix 03 Ludwigshafen est rejouée le 5 octobre 1952.
| Équipe 1                  | Résultat | Équipe 2      |
| ------------------------- | -------- | ------------- |
| SV Phönix 03 Ludwigshafen | 0 – 2    | VfL Osnabrück |

## Second tour
| 11 novembre 1952        |       |                           |       |
| SV Waldhof Mannheim     | 5 – 2 | SpVgg Fürth               |       |
| Concordia Hambourg      | 4 – 3 | VfB Mühlburg              |       |
| SCB Preussen Cologne    | 2 – 3 | Kickers Offenbach         | (a.p) |
| VfR Wormatia Worms      | 4 – 1 | Eintracht Trèves          |       |
| 1. FC Nuremberg         | 3 – 3 | Alemannia Aix-la-Chapelle |       |
| Hambourg SV             | 2 – 0 | Borussia Neunkirchen      |       |
| Sportfreunde Hamborn 07 | 1 – 1 | FC Sankt Pauli            | (a.p) |
| Rot-Weiss Essen         | 2 – 0 | VfL Osnabrück             |       |

### Matchs à rejouer
| Alemannia Aix-la-Chapelle | 2 – 0 | 1. FC Nuremberg         |
| FC Sankt Pauli            | 3 – 4 | Sportfreunde Hamborn 07 |

## Quarts de finale
| 1er février 1953          |       |                         |
| Rot-Weiss Essen           | 6 – 1 | Hamburger SV            |
| Kickers Offenbach         | 1 – 2 | VfR Wormatia Worms      |
| SV Waldhof Mannheim       | 2 – 1 | Concordia Hambourg      |
| Alemannia Aix-la-Chapelle | 3 – 1 | Sportfreunde Hamborn 07 |

## Demi-finales
| 1er mars 1953             |       |                     |
| Rot-Weiss Essen           | 3 – 2 | SV Waldhof Mannheim |
| Alemannia Aix-la-Chapelle | 3 – 1 | VfR Wormatia Worms  |

## Finale
| 1er mai 1953 | Rot-Weiss Essen         | 2–1 | Alemannia Aix-la-Chapelle | Rheinstadion (Düsseldorf) Affluence : 40 000 Arbitre : Alois Reinhardt (Stuttgart) |  |
|              | Islacker 32e · Rahn 52e |     | Derwall 56e               |                                                                                    |  |

| SPORTCLUB ROT-WEISS ESSEN : |   |                       |  |
|                             |   |                       |  |
| G                           | 1 | Fritz Herkenrath      |  |
| D                           |   | Willi Göbel           |  |
| D                           |   | Willi Köchling        |  |
| D                           |   | Paul Jahnel           |  |
| M                           |   | Heinz Wewers          |  |
| M                           |   | Clemens Wientjes      |  |
| M                           |   | Helmut Rahn           |  |
| M                           |   | Franz Islacker        |  |
| A                           |   | August Gottschalk (c) |  |
| A                           |   | Fritz Abromeit        |  |
| A                           |   | Bernhard Termath      |  |
| Entraîneur :                |   |                       |  |
| Karl Hohmann                |   |                       |  |

| ALEMANNIA AIX-LA-CHAPELLE : |   |                    |  |
|                             |   |                    |  |
| G                           | 1 | Wilfired Heinrichs |  |
| D                           |   | Herbert Metzeb     |  |
| D                           |   | Hans Coenen        |  |
| D                           |   | Michael Pfeiffer   |  |
| D                           |   | Fred Jansen        |  |
| M                           |   | Gerd Richter       |  |
| M                           |   | Robert Hartmann    |  |
| M                           |   | Rainer Gawell      |  |
| M                           |   | Günther Schmidt    |  |
| A                           |   | Jupp Derwall       |  |
| A                           |   | Josef Schmidt      |  |
| Entraîneur :                |   |                    |  |
| Hermann Lindemann           |   |                    |  |